# Fudbalski Klub Novi Pazar
Il Fudbalski Klub Novi Pazar (in serbo Фудбалски клуб Hoви Пaзap), noto come Novi Pazar, è una società calcistica serba con sede nella città di Novi Pazar. Nella stagione 2024-2025 milita nella Superliga, la massima serie del campionato serbo di calcio, dopo la promozione avvenuta al termine della stagione 2022-2023.

## Storia
Il club è stato fondato nel 1928.
Nella stagione 2021-2022 ha raggiunto per la prima volta nella sua storia la semifinale di Coppa di Serbia.

## Strutture

### Stadio
Usa come stadio di casa lo stadio municipale di Novi Pazar (12 000 posti).

## Palmarès

### Competizioni nazionali
- Srpska Liga: 1

2002-2003 (girone Moravia)

### Altri piazzamenti
- 2. Savezna liga:

Secondo posto: 1984-1985 (girone est)
Terzo posto: 1986-1987 (girone est)
- Treća Liga:

Terzo posto: 1991-1992 (girone sud)
- Campionato serbo:

Terzo posto: 2024-2025
- Prva Liga Srbija:

Terzo posto: 2010-2011
Promozione: 2019-2020
- Druga liga SR Jugoslavije:

Terzo posto: 1999-2000 (girone ovest)

## Organico

### Rosa 2024-2025
Aggiornata al 12 agosto 2024.
| N. |                               | Ruolo | Calciatore                 |
| -- | ----------------------------- | ----- | -------------------------- |
| 1  | Serbia (bandiera)             | P     | Nikola Mirković            |
| 2  | Serbia (bandiera)             | D     | Dragan Bojat               |
| 3  | Egitto (bandiera)             | D     | Omar Fayed                 |
| 6  | Guinea (bandiera)             | C     | Abdoulaye Cissé            |
| 7  | Macedonia del Nord (bandiera) | C     | Nikola Bogdanovski         |
| 8  | Serbia (bandiera)             | C     | Sead Islamović             |
| 9  | Serbia (bandiera)             | C     | Saša Jovanović             |
| 10 | Serbia (bandiera)             | C     | Nikola Srećković           |
| 11 | Serbia (bandiera)             | C     | Stefan Dimić               |
| 13 | Nigeria (bandiera)            | C     | Adetunji Adeshina          |
| 14 | Serbia (bandiera)             | C     | Miljan Momčilović          |
| 16 | Nigeria (bandiera)            | A     | Ejike Opara                |
| 17 | Serbia (bandiera)             | C     | Nikola Karaklajić          |
| 19 | Serbia (bandiera)             | D     | Ensar Brunčević            |
| 20 | Guinea (bandiera)             | C     | Seydouba Soumah (capitano) |

| N. |                          | Ruolo | Calciatore       |
| -- | ------------------------ | ----- | ---------------- |
| 21 | Serbia (bandiera)        | D     | Uroš Lazić       |
| 22 | Serbia (bandiera)        | C     | Mihajlo Petković |
| 23 | Serbia (bandiera)        | C     | Vladan Vidaković |
| 24 | Portogallo (bandiera)    | D     | Rafael Floro     |
| 26 | Corea del Sud (bandiera) | C     | Jo Jin-ho        |
| 44 | Serbia (bandiera)        | A     | Marko Šćepović   |
| 55 | Montenegro (bandiera)    | D     | Emir Azemović    |
| 71 | Serbia (bandiera)        | P     | Filip Pajović    |
| 77 | Ghana (bandiera)         | D     | Ebenezer Annan   |
| 80 | Serbia (bandiera)        | C     | Filip Knežević   |
| 88 | Serbia (bandiera)        | C     | Adem Ljajić      |
| 91 | Montenegro (bandiera)    | C     | Marko Obradović  |
|    | Serbia (bandiera)        | P     | Ivan Kostić      |
|    | Serbia (bandiera)        | D     | Luka Čermelj     |

### Staff tecnico
- Allenatore:  Igor Matić
- Vice-Allenatore:  Semir Hadžibulić
- Preparatore dei portieri:  Suad Prtinac
- Preparatore atletico:  Filip Stojanovic
- Medico sociale:  Faruk Pasovic
- Fisioterapista:  Jasmin Dzogovic

## Rose delle stagioni precedenti

### Rosa 2023-2024
Aggiornata al 12 febbraio 2024.
| N. |                               | Ruolo | Calciatore         |
| -- | ----------------------------- | ----- | ------------------ |
| 1  | Serbia (bandiera)             | P     | Nikola Mirković    |
| 2  | Serbia (bandiera)             | D     | Dragan Bojat       |
| 3  | Egitto (bandiera)             | D     | Omar Fayed         |
| 6  | Guinea (bandiera)             | C     | Abdoulaye Cissé    |
| 7  | Macedonia del Nord (bandiera) | C     | Nikola Bogdanovski |
| 8  | Serbia (bandiera)             | C     | Sead Islamović     |
| 9  | Serbia (bandiera)             | C     | Saša Jovanović     |
| 10 | Serbia (bandiera)             | C     | Nikola Srećković   |
| 11 | Serbia (bandiera)             | C     | Stefan Dimić       |
| 13 | Nigeria (bandiera)            | C     | Adetunji Adeshina  |
| 14 | Serbia (bandiera)             | C     | Miljan Momčilović  |
| 16 | Nigeria (bandiera)            | A     | Ejike Opara        |
| 17 | Serbia (bandiera)             | C     | Nikola Karaklajić  |
| 19 | Serbia (bandiera)             | D     | Ensar Brunčević    |

| N. |                          | Ruolo | Calciatore                 |
| -- | ------------------------ | ----- | -------------------------- |
| 20 | Guinea (bandiera)        | C     | Seydouba Soumah (capitano) |
| 21 | Serbia (bandiera)        | D     | Uroš Lazić                 |
| 22 | Serbia (bandiera)        | C     | Mihajlo Petković           |
| 24 | Portogallo (bandiera)    | D     | Rafael Floro               |
| 26 | Corea del Sud (bandiera) | C     | Jin-Ho Jo                  |
| 44 | Serbia (bandiera)        | A     | Marko Šćepović             |
| 55 | Montenegro (bandiera)    | D     | Emir Azemović              |
| 71 | Serbia (bandiera)        | P     | Filip Pajović              |
| 77 | Ghana (bandiera)         | D     | Ebenezer Annan             |
| 80 | Serbia (bandiera)        | C     | Filip Knežević             |
| 88 | Serbia (bandiera)        | C     | Adem Ljajić                |
| 91 | Montenegro (bandiera)    | C     | Marko Obradović            |
|    | Serbia (bandiera)        | D     | Luka Čermelj               |

- 2011-2012
- 2012-2013
- 2014-2015